# 825
825 је била проста година.

## Догађаји
- Википедија:Непознат датум — Владавина династије Абасида у Багдаду.
- Википедија:Непознат датум — Пад Краљевине Есекс

- Луј I Побожни, краљ Франака, води рат против Срба Лужичана.
- Краљ Егберт од Весекса побеђује краља Беорнвулфа од Мерсије у бици код Еландуна. Као резултат тога, он покорава краљевства Кент, Сасекс и Есекс. Краљевство Источне Англије такође је признало његову врховну власт.
- Последње трупе су разбијене, а побуна Томе Словена је потпуно угушена у Византијском царству.
- Ел-Мамун напада Хазаре и присиљава их да приме ислам.
- Ђингзонг постаје цар Кине, окончавајући своју владавину 826. године.